# Senargent-Mignafans
Senargent-Mignafans és un municipi francès situat al departament de l'Alt Saona i a la regió de Borgonya - Franc Comtat. L'any 2007 tenia 290 habitants.

## Demografia

### Població
El 2007 la població de fet de Senargent-Mignafans era de 290 persones. Hi havia 116 famílies, de les quals 32 eren unipersonals (24 homes vivint sols i 8 dones vivint soles), 40 parelles sense fills, 40 parelles amb fills i 4 famílies monoparentals amb fills.
La població ha evolucionat segons el següent gràfic:
Habitants censats

### Habitatges
El 2007 hi havia 143 habitatges, 121 eren l'habitatge principal de la família, 11 eren segones residències i 10 estaven desocupats. 138 eren cases i 5 eren apartaments. Dels 121 habitatges principals, 100 estaven ocupats pels seus propietaris, 19 estaven llogats i ocupats pels llogaters i 2 estaven cedits a títol gratuït; 3 tenien una cambra, 1 en tenia dues, 21 en tenien tres, 36 en tenien quatre i 60 en tenien cinc o més. 108 habitatges disposaven pel capbaix d'una plaça de pàrquing. A 45 habitatges hi havia un automòbil i a 62 n'hi havia dos o més.

### Piràmide de població
La piràmide de població per edats i sexe el 2009 era:
| Homes | Edats   | Dones |
| ----- | ------- | ----- |
| 0     | 95 o +  | 0     |
| 0     | 90 a 94 | 0     |
| 0     | 85 a 89 | 8     |
| 4     | 80 a 84 | 0     |
| 4     | 75 a 79 | 12    |
| 0     | 70 a 74 | 4     |
| 8     | 65 a 69 | 12    |
| 4     | 60 a 64 | 4     |
| 16    | 55 a 59 | 0     |
| 8     | 50 a 54 | 12    |
| 12    | 45 a 49 | 4     |
| 8     | 40 a 44 | 12    |
| 4     | 35 a 39 | 4     |
| 12    | 30 a 34 | 16    |
| 12    | 25 a 29 | 8     |
| 4     | 20 a 24 | 4     |
| 8     | 15 a 19 | 16    |
| 0     | 10 a 14 | 24    |
| 8     | 5 a 9   | 16    |
| 8     | 0 a 4   | 8     |

## Economia
El 2007 la població en edat de treballar era de 188 persones, 129 eren actives i 59 eren inactives. De les 129 persones actives 108 estaven ocupades (63 homes i 45 dones) i 20 estaven aturades (10 homes i 10 dones). De les 59 persones inactives 30 estaven jubilades, 9 estaven estudiant i 20 estaven classificades com a «altres inactius».

### Ingressos
El 2009 a Senargent-Mignafans hi havia 117 unitats fiscals que integraven 285 persones, la mediana anual d'ingressos fiscals per persona era de 17.088 €.

### Activitats econòmiques
Dels 5 establiments que hi havia el 2007, 1 era d'una empresa de fabricació de material elèctric, 1 d'una empresa de construcció i 3 d'empreses de comerç i reparació d'automòbils.
L'únic servei als particulars que hi havia el 2009 era un taller de reparació d'automòbils i de material agrícola.
L'any 2000 a Senargent-Mignafans hi havia 7 explotacions agrícoles.

## Equipaments sanitaris i escolars
El 2009 hi havia una escola elemental integrada dins d'un grup escolar amb les comunes properes formant una escola dispersa.

## Poblacions més properes
El següent diagrama mostra les poblacions més properes.